# سیارک ۸۳۴۷
سیارک ۸۳۴۷ (به انگلیسی: 8347 Lallaward، نامگذاری:1987HK) هشت هزار و سیصد و چهل و هفتمین سیارک کشف شده‌است که در ۲۱ آوریل ۱۹۸۷ کشف شد.
قدر مطلق سیارک برابر ۱۳٫۵۰ است.